# Allan Davis
Allan Howard Davis (Ipswich, Queensland, 27 de juliol del 1980) és un ciclista australià, que fou professional entre el 2001 i primers de 2014. Destacava com a esprintador i en el seu palmarès destaca el Tour Down Under de 2009.
El 2006 va ser un dels cinc ciclistes de l'equip Würth que no van poder prendre la sortida al Tour de França de 2006 a conseqüència de l'Operació Port. Tanmateix, el 26 de juliol del 2006 va ser absolt per les autoritats espanyoles.
El seu germà Scott Davis també és ciclista professional.

## Palmarès
- 1997
  - 1r al Giro de Basilicata
- 2003
  - Vencedor d'una etapa de la Challenge de Mallorca
  - Vencedor d'una etapa del Circuit de La Sarthe
- 2004
  - 1r del Giro del Piemonte
  - 1r del Trofeu Mallorca
  - 1r del Trofeu Alcúdia
  - Vencedor d'una etapa de la Volta a Alemanya
  - Vencedor d'una etapa de la Volta a Polònia
- 2005
  - Vencedor d'una etapa del Tour del Benelux
  - Vencedor d'una etapa de la Volta a Aragó
  - Vencedor de 3 etapes de la Volta a Múrcia
- 2006
  - Vencedor de 2 etapes del Tour Down Under
- 2007
  - Vencedor d'una etapa de la Volta a Catalunya
  - Vencedor de 5 etapes de la Volta al Llac Qinghai
- 2008
  - Vencedor d'una etapa del Tour Down Under
  - Vencedor d'una etapa de la Volta a Polònia
- 2009
  - 1r del Tour Down Under, vencedor de 3 etapes
- 2010
  - Medalla d'or als Jocs de la Commonwealth en la prova en ruta

### Resultats al Tour de França
- 2004. 98è de la classificació general
- 2005. 84è de la classificació general

### Resultats a la Volta a Espanya
- 2007. Abandona (18a etapa)
- 2009. Abandona (9a etapa)
- 2010. 76è de la classificació general
- 2012. 167è de la classificació general

### Resultats al Giro d'Itàlia
- 2009. 119è de la classificació general